# Томељосо
Томељосо је град у Шпанији, који се налази на северозападу провинције Сијудад Реал. Има 32.532 становника.

## Становништво
| 1981.  | 1991.  | 2001.  |
| ------ | ------ | ------ |
| 27.134 | 28.632 | 30.654 |

## Партнерски градови
- Ниор